# 皮爾蒙特 (密蘇里州)
皮爾蒙特（英語：Pyrmont）是位於美國密蘇里州摩根縣的非建制地區。

## 歷史
皮爾蒙特的郵局於1878年設立，其後於1911年停運。

## 地理
皮爾蒙特所處的海拔為高於海平面307米（即1007英呎），而該地所採用的時區為UTC-6，即北美中部時區（CST）。同時該地設有夏令時間，為UTC-6調快一小時，即UTC-5（CDT）。